# Памятник морякам-подводникам (Кронштадт)
Памятник морякам-подводникам — военный мемориал в городе воинской славы Кронштадте, посвящённый морякам подводных лодок Краснознамённого Балтийского флота, сражавшихся на подступах к Ленинграду в период его блокады.
Особенностью памятника является то, что он был поставлен по инициативе капитана подводных войск Балтийского флота и установлен на средства личного состава учебных отрядов, а не был профинансирован за счёт государства.
Памятник располагается по адресу: город Кронштадт, проспект Ленина, 61, сквер Подводников.
Над памятником работали архитекторы М. Н. Мейсель и М. А. Афанасьев. Памятник был открыт в 1965 году, к двадцатилетнему юбилею победы в Великой Отечественной войне.
В декабре 2020 года сквер Подводников и памятник морякам-подводникам, расположенный в нём, были отреставрированы. Также на территории сквера и у основания памятника было установлено новое освещение.

## Описание памятника
Памятник представляет собой прямоугольную гранитную стелу с основанием размером три на пять метров. Гранитная стела располагается на пятиступенчатом основании, по ступеням которого можно подойти вплотную к самой стеле, на которой находится надпись:
«Слава морякам-подводникам Краснознамённого Балтийского флота, защищавшим в период Великой Отечественной войны подступы к городу Ленина».
На задней стороне стены также находится надпись, которая сообщает о том, как был построен памятник:
«Сооружён силами и средствами личного состава учебного отряда подводного плавания по инициативе и под руководством капитана 1-го ранга Юнакова Е. Г. Архитекторы: Мейсель М. Н., Афанасьев М. А. 9 мая 1965 года».
Также на передней стороне памятника, помимо надписи, находится стилизованное изображение якоря.
Внизу стелы, тоже с лицевой стороны, имеется гранитный барельеф в виде всплывающей подводной лодки.
В сквере Подводников поблизости от памятника также находятся образцы вооружений подводных лодок и кораблей времён Второй мировой войны.